# Dead Islands
Dead Islands est une petite communauté non organisée saisonnière de pêche située sur la côte de l'océan Atlantique à l'est du Labrador, dans la partie continentale de la province de Terre-Neuve-et-Labrador au Canada.

## Toponymie
Le nom Dead Islands semble être lié à l'aspect général de ces îles de roche nue où la végétation est rare et où la faune terrestre est visiblement absente.

## Géographie
Les îles Dead (anglais : Dead Islands) sont un groupe d'îles situées au nord de la baie Saint Michel.
Elles regroupent une quinzaine d'îles principales et de multiples îles mineures, îlots et récifs sur une distance d'environ 6,5 km de long du nord-ouest vers le sud-est pour environ 4,0 km de large du nord au sud.. Les deux plus grandes îles sont les îles Ouest (anglais : West Island) et Nord (anglais : North Island).
Les îles Dead sont séparées des îles Square situées au sud par un chenal d'environ 2 km de large.
L'établissement de Dead Islands est situé sur la rive nord de la partie orientale de l'île West. Le cœur de l'établissement réunit une dizaine de constructions sur une langue rocheuse d'une presqu'île reliant la masse principale de l'île à une quasi-île de l'autre côté de l'anse de Back Cove et prolongée par un îlot se terminant à la pointe occidentale (anglais : Western Point). Quelques constructions isolées se trouvent autour de la baie située à proximité à l'ouest avec une construction sur l'île au fond de la baie (52° 48′ 21″ N, 55° 50′ 23″ O).
Le havre de l'établissement de Dead Islands est de taille modeste et étroit, mesurant environ 50 mètres de large à sa tête (prolongée au sud par une petite crique allongée d'environ 120 mètres de long) et 200 mètres de mètres de large à son entrée. L'entrée du havre se trouve derrière cinq îlots, le passage se trouvant au centre du chenal. Le havre est entouré de rives rocheuses nues et généralement abruptes, les collines au sud et à l'ouest atteignant environ 35 mètres d'altitude.
La présence des îles Bull en première ligne et Butler en seconde ligne limite les effets de la houle venue de l'est. De plus la disposition de l'établissement de Dead Islands est tournée vers l'intérieur du havre moins exposé.
La végétation est très réduite avec quelques arbres dans les zones abritées au milieu des rochers, du fait de la houle de l'océan Atlantique et de l'influence du courant glacial du Labrador conférant aux lieux un climat subarctique marginal (Köppen Dfc) qui est très proche d'un climat polaire (Köppen ET), ce qui crée la limite des arbres la plus au sud de l'hémisphère nord sur la côte du Labrador.

## Histoire
Dead Islands a été un établissement de pêche très actif au XIXe siècle et jusqu'au milieu du XXe siècle avant de décliner à l'instar des autres communautés du secteur. Ce petit établissement se trouve entre les établissements plus importants de Triangle (52° 50′ 18″ N, 55° 50′ 48″ O) au nord et des îles Square au sud (52° 44′ 31″ N, 55° 50′ 13″ O). 
Dans les années 1950, le développement de Happy Valley-Goose Bay et l'industrie du bois ont drainé des familles venant des établissements d'hiver situés autour de la baie Saint Michel. Chaque été les familles hivernant à Charlottetown se dispersaient vers les ports isolés au large tels que les îles Square, les îles Dead (52° 48′ 05″ N, 55° 49′ 53″ O) et Triangle. A l'automne 1971, Paradise River, Triangle, Indian Cove, Seal Island et Cape Charles furent listées comme communautés d'envoi pour faire l'objet de programmes de réinstallation.
Historiquement, la communauté de Pinsent's Arm servait de lieu d'hivernage pour les communautés de pêcheurs des îles Square, de Triangle et d'autres stations à l'embouchure de la baie Saint Michel, mais elle a été établie à l'année à la fin des années 1950.
Le port de Dead Islands avait encore des communications régulières en bateau à vapeur avec les autres ports du Labrador et de Terre-Neuve dans les années 1960.

## Population
Dead Islands est un établissement portuaire isolé qui ne compte pas de population permanente en 2020.
Des pêcheurs se rendent en été sur l'île.

## Transports
Dead Islands n'est accessible qu'en bateau. Seules les embarcations de taille modeste peuvent entrer dans le havre en passant par le centre du chenal suffisamment profond. Dead Islands est doté de plusieurs pontons d'amarrage.
Les localités les plus proches sont Pinsent's Arm à environ 13 kilomètres au sud-sud-ouest (à vol d'oiseau) et Charlottetown à environ 20 kilomètres à l'ouest-sud-ouest (à vol d'oiseau), situées sur la côte sud de la baie Saint Michel. Les distances sont fortement rallongées du fait de la multitude d'îles, îlots et récifs parsemant la baie Saint Michel avec des passages étroits. Les conditions de navigation sont compliquées par les courants induits par les fortes marées et la météorologie changeante.
Pinsent's Arm est reliée par la route 514 à Charlottetown (24 kilomètres) et au reste du Canada.